# Домашній чемпіонат Великої Британії 1889
Домашній чемпіонат Великої Британії 1889 — шостий розіграш футбольного турніру за участю чотирьох збірних Великої Британії. Чемпіонат вп'яте було виграно Збірною Шотландії, що обійшла англійців на одне очко. Третє місце посіла Збірна Уельсу, четверте — збірна Ірландії.
Чемпіонат розпочався з двох домашніх матчів збірної Англії, яка розгромила Уельс та Ірландію із загальним рахунком 10:2. Потім ірландці зазнали поразки з рахунком 0:7 у матчі проти Шотландії. У наступному матчі, який за підсумками турніру виявився вирішальним, зустрічалися збірні Англії та Шотландії. У грі, що проходила у швидкому темпі, перемогу з рахунком 3:2 здобули шотландці, при цьому переможний гол був забитий на останній хвилині. У наступному матчі проти Уельсу шотландцям для завоювання титулу достатньо було набрати лише одне очко. Гра завершилася рідкісною для того часу безгольовою нічиєю, яка принесла збірній Шотландії чемпіонське звання. У фінальному матчі турніру Уельс обіграв Ірландію з рахунком 3:1 завдяки хет-трику Річарда Джарретта, завершивши чемпіонат на третьому місці.

## Таблиця
| Поз | Команда   | І | В | Н | П | ГЗ | ГП | РГ  | О |  |
| --- | --------- | - | - | - | - | -- | -- | --- | - |  |
| 1   | Шотландія | 3 | 2 | 1 | 0 | 10 | 2  | +8  | 5 |  |
| 2   | Англія    | 3 | 2 | 0 | 1 | 12 | 5  | +7  | 4 |  |
| 3   | Уельс     | 3 | 1 | 1 | 1 | 4  | 5  | −1  | 3 |  |
| 4   | Ірландія  | 3 | 0 | 0 | 3 | 2  | 16 | −14 | 0 |  |